# Peine de mort au Missouri
Au Missouri, la pendaison fut utilisée comme méthode d'exécution jusqu'en 1937, date à laquelle la chambre à gaz fut adoptée. En 1988, l'injection létale se substitua à cette dernière méthode, les condamnés ont toutefois le choix entre l'injection et la chambre à gaz.
Les dates d'exécutions sont fixées par la Cour suprême de l'État. Le gouverneur peut décider de la grâce. La commission des grâces et des probations rend des avis non contraignants. C'est dans cet État qu'avait eu lieu l'affaire Roper v. Simmons qui conduisit en 2005 à l'interdiction de la peine de mort pour les moins de 18 ans par la Cour suprême des États-Unis. L'État s'apprêtait, sous l'impulsion de son gouverneur, à établir la peine de mort pour les violeurs d'enfants, peu avant que cela ne soit également interdit par la Justice fédérale (Kennedy v. Louisiana).
Les exécutions ont été suspendues en 2005 en raison des problèmes dus aux exécutions par injection létale, un jugement favorable à l'administration pénitentiaire a finalement été rendu, mais aucune exécution n'a encore été pratiquée car il avait été fait appel de cette décision devant la Cour suprême du Missouri, qui a finalement confirmé la décision par quatre voix contre trois. L'administration pénitentiaire a aussitôt fait parvenir un communiqué de presse où elle se dit prête à procéder aux exécutions « dès à présent ». Le parquet avait déjà demandé l'exécution d'une douzaine de condamnés, la Cour a commencé à fixer des dates d'exécution. Le 20 mai 2009, le hiatus s'est finalement terminé par l'exécution de Dennis Skillicorn, condamné pour un meurtre dont il s'est rendu complice alors qu'il était en libération conditionnelle pour deux autres meurtres.

## Exécutions depuis 1975
Les exécutions ont lieu à Bonne-Terre au Eastern Reception, Diagnostic and Correctional Center (en).
| #   | Criminel             | Date               | Méthode(s)       | Crime(s) | Gouverneur    |
| --- | -------------------- | ------------------ | ---------------- | --- | ------------- |
| 1   | George Mercer        | 6 janvier 1989     | Injection létale | Meurtre en 1978 d'un serveuse d'un bar en l'étranglant après l'avoir violée. | John Ashcroft |
| 2   | Gerald Smith         | 18 janvier 1990    | Injection létale | Meurtre entre 1981 et 1983 de sa petite amie en la battant à mort avec une barre de fer puis d'un co-détenu alors qu'il se trouvait en détention.                               | John Ashcroft |
| 3   | Winford Stokes       | 11 mai 1990        | Injection létale | Meurtre entre 1969 et 1978 de trois femmes en les étranglant. | John Ashcroft |
| 4   | Leonard Laws         | 17 mai 1990        | Injection létale | Meurtre en 1980 d'un couple en les abattant à l'aide d'un fusil à pompe lors du cambriolage de leurs maison                                                                     | John Ashcroft |
| 5   | George Gilmore       | 21 août 1990       | Injection létale | Meurtre en 1980 d'un couple en les abattant à l'aide d'un fusil à pompe lors du cambriolage de leurs maison                                                                     | John Ashcroft |
| 6   | Maurice Byrd         | 23 août 1991       | Injection létale | Meurtre en 1980 de quatre employés d'une caféteria lors d'un braquage. | John Ashcroft |
| 7   | Ricky Grubs          | 21 octobre 1992    | Injection létale | Meurtre en 1984 d'un homme en le poignardant lors du cambriolage de sa caravane.                                                                                                | John Ashcroft |
| 8   | Martsay Bolder       | 27 janvier 1993    | Injection létale | Meurtre en 1979 d'un co-détenu en le poignardant alors qu'il purgeait une peine de perpétuité pour meurtre.                                                                     | Mel Carnahan  |
| 9   | Walter Blair         | 21 juillet 1993    | Injection létale | Meurtre en 1979 d'un jeune femme de vingt-un ans pour l'empêcher de témoigner dans une affaire de viol.                                                                         | Mel Carnahan  |
| 10  | Frederick Lashley    | 28 juillet 1993    | Injection létale | Meurtre en 1981 de sa mère adoptive lors d'un gûet apant dans son appartement en lui fraccasant le crâne afin de lui voler de l'argent.                                         | Mel Carnahan  |
| 11  | Frank Guinan         | 6 octobre 1993     | Injection létale | Meurtre en 1985 d'un co-détenu alors qu'il purgeait une peine de perpétuité pour le meurtre d'un précédent détenu alors qu'il était incarcéré pour une affaire de droit-commun. | Mel Carnahan  |
| 12  | Emmitt Foster        | 3 mai 1995         | Injection létale | Meurtre en 1983 d'un homme de vingt-six ans en lui tirant dessus lors d'un cambriolage.                                                                                         | Mel Carnahan  |
| 13  | Larry Griffin        | 21 juin 1995       | Injection létale | Meurtre en 1980 d'un dealer de dix-neuf ans lors d'un règlement de comptes entre bandes.                                                                                        | Mel Carnahan  |
| 14  | Robert Murray        | 26 juillet 1995    | Injection létale | Meurtre en 1985 de deux hommes lors d'un cambriolage précéder de viol sur l'un d'eux.                                                                                           | Mel Carnahan  |
| 15  | Robert Sidebottom    | 15 novembre 1995   | Injection létale | Meurtre en 1985 de sa grand-mère en la battant à mort puis en mettant le feux à sa maison. .                                                                                    | Mel Carnahan  |
| 16  | Anthony Larette      | 29 novembre 1995   | Injection létale | Meurtre entre 1977 et 1980 de trois jeunes femmes après les avoir violées. | Mel Carnahan  |
| 17  | Robert O'Neal        | 6 décembre 1995    | Injection létale | Meurtre en 1984 d'un co-détenu en le poignardant alors qu'il purgeait une peine de perpétuité pour le meurtre d'un retraité lors d'un cambriolage.                              | Mel Carnahan  |
| 18  | Jeffrey Sloan        | 21 février 1996    | Injection létale | Meurtre en 1985 de ses parents ainsi que de ses deux frères de dix-huit et neuf ans en leur tirant dessus.                                                                      | Mel Carnahan  |
| 19  | Doyle Williams       | 10 avril 1996      | Injection létale | Meurtre en 1980 de deux hommes en leur tirant dessus et les noyant afin de les voler et de régler un différend relatif à la drogue.                                             | Mel Carnahan  |
| 20  | Emmett Nave          | 31 juillet 1996    | Injection létale | Meurtre en 1983 de la propriétaire du bien qu'il occupait après l'avoir kidnappée puis violée.                                                                                  | Mel Carnahan  |
| 21  | Thomas Battle        | 7 août 1996        | Injection létale | Meurtre en 1980 d'un femme de quatre-vingt ans à l'aide d'un couteau de boucher après l'avoir violée lors du cambriolage de sa maison.                                          | Mel Carnahan  |
| 22  | Richard Oxford       | 21 août 1996       | Injection létale | Meurtre en 1986 d'un couple à leur sortie d'un restaurant pour leurs voler de l'argent après s'être échapper de prison trois jours auparavant.                                  | Mel Carnahan  |
| 23  | Richard Zeitvogel    | 11 décembre 1996   | Injection létale | Meurtre en 1984 d'un co-déténu dans le but d'être condamné à mort alors qu'il purgeait une peine de perpétuité pour le précédent meurtre d'un co-détenu.                        | Mel Carnahan  |
| 24  | Eric Schneider       | 29 janvier 1997    | Injection létale | Meurtre en 1985 de deux hommes lors d'un cambriolage en leur tirant dessus et les égorgeant.                                                                                    | Mel Carnahan  |
| 25  | Ralph Feltrop        | 6 août 1997        | Injection létale | Meurtre en 1987 de sa petite-amie après une dispute. | Mel Carnahan  |
| 26  | Donald Reese         | 13 août 1997       | Injection létale | Meurtre en 1986 de quatre hommes à une intersection routière afin de leur voler leurs portefeuilles.                                                                            | Mel Carnahan  |
| 27  | Andrew Six           | 20 août 1997       | Injection létale | Meurtre entre 1984 et 1987 d'un couple de jeunes fiancés de la mère de l'épouse ainsi que d'un jeune fille de treize ans après l'avoir kidnapée et violé.                       | Mel Carnahan  |
| 28  | Samuel McDonald      | 24 septembre 1997  | Injection létale | Meurtre en 1981 d'un officier de policier hors-service alors que ce dernier se trouvait dans une épicierie avec sa fille et qu'il tentait d'empêcher un braquage.               | Mel Carnahan  |
| 29  | Alan Bannister       | 24 octobre 1997    | Injection létale | Meurtre en 1982 d'un homme sur demande de sa femme pour toucher son assurance vie.                                                                                              | Mel Carnahan  |
| 30  | Reginald Powell      | 25 février 1998    | Injection létale | Meurtre en 1986 de deux frères en les poignardant pour leur dérober leurs portefeuilles et des cigarettes.                                                                      | Mel Carnahan  |
| 31  | Milton Griffin       | 25 mars 1998       | Injection létale | Meurtre en 1986 d'un jeune couple en les battants à mort lors d'un cambriolage.                                                                                                 | Mel Carnahan  |
| 32  | Glennon Sweet        | 22 avril 1998      | Injection létale | Meurtre en 1987 d'un officier de police en l'abattant avec un fusil semi-automatique afin d'éviter une arrestation pour vitesse excessive.                                      | Mel Carnahan  |
| 33  | Kelvin Malone        | 13 janvier 1999    | Injection létale | Meurtre en 1981 de trois personnes dans une série de crimes et délits commis à travers l'état.                                                                                  | Mel Carnahan  |
| 34  | James Rodden         | 24 février 1999    | Injection létale | Meurtre en 1983 de deux hommes en les poignardant lors d'une crise de rage. | Mel Carnahan  |
| 35  | Roy Roberts          | 10 mars 1999       | Injection létale | Meurtre en 1983 d'un gardien de prison en le poignardant avec un couteau lors d'une émeute.                                                                                     | Mel Carnahan  |
| 36  | Roy Ramsey           | 14 avril 1999      | Injection létale | Meurtre en 1988 d'un couple en leur tirant dessus lors du cambriolage de leur maison.                                                                                           | Mel Carnahan  |
| 37  | Ralph Davis          | 28 avril 1999      | Injection létale | Meurtre en 1986 de son ex-femme afin de ne plus verser de pension alimentaire et de récupérer la garde de ses enfants.                                                          | Mel Carnahan  |
| 38  | Jessie Wise          | 26 mai 1999        | Injection létale | Meurtre en 1988 d'une femme en lui fraccasant le crâne avec une clef à molette après que cette dernière ait refusée de lui avancé de l'argent.                                  | Mel Carnahan  |
| 39  | Bruce Kilgore        | 16 juin 1999       | Injection létale | Meurtre en 1986 de son ex-patronne en le poignardant pour se venger de son licenciement.                                                                                        | Mel Carnahan  |
| 40  | Robert Walls         | 30 juin 1999       | Injection létale | Meurtre en 1985 d'une femme de quatre-vingt huit ans en la battant à mort lors du cambriolage de sa maison.                                                                     | Mel Carnahan  |
| 41  | David Leisure        | 1er septembre 1999 | Injection létale | Meurtre en 1980 d'un homme à l'aide d'une bombe à retardement à la suite d'une rivalité pour le contrôle d'un syndicat de travailleurs.                                         | Mel Carnahan  |
| 42  | James Hampton        | 22 mars 2000       | Injection létale | Meurtre en 1992 de deux femmes après les avoirs kidnapées dans deux tentatives d'extorsion distinctes.                                                                          | Mel Carnahan  |
| 43  | Bert Hunter          | 28 juin 2000       | Injection létale | Meurtre en 1988 d'un couple en les étouffants avec des sacs plastiques pour leur soutirer de l'argent.                                                                          | Mel Carnahan  |
| 44  | Gary Roll            | 30 août 2000       | Injection létale | Meurtre en 1992 de trois membres d'une même famille dont un jeune homme de dix-sept ans en leur tirant dessus lors d'un cambriolage.                                            | Mel Carnahan  |
| 45  | George Harris        | 13 septembre 2000  | Injection létale | Meurtre en 1989 d'une connaissance en lui tirant dessus l'accussant de lui avoir volé une arme.                                                                                 | Mel Carnahan  |
| 46  | James Chambers       | 15 novembre 2000   | Injection létale | Meurtre en 1982 d'un homme en lui tirant dessus à la suite d'une altercation dans un bar.                                                                                       | Roger Wilson  |
| 47  | Stanley Lingar       | 7 février 2001     | Injection létale | Meurtre en 1985 d'un adolescent de seize ans après l'avoir kidnappé et violé.                                                                                                   | Bob Holden    |
| 48  | Thomas Ervin         | 28 mars 2001       | Injection létale | Meurtre en 1988 d'un couple en les étouffants avec des sacs plastiques pour leur soutirer de l'argent.                                                                          | Bob Holden    |
| 49  | Mose Young           | 25 avril 2001      | Injection létale | Meurtre en 1983 de trois personnes dans le braquage d'un magasin de prêt sur gage.                                                                                              | Bob Holden    |
| 50  | Samuel Smith         | 23 mai 2001        | Injection létale | Meurtre en 1987 d'un détenu en le poignardant alors qu'il purgeait une peine de prison pour meurtre.                                                                            | Bob Holden    |
| 51  | Jerome Mallett       | 11 juillet 2001    | Injection létale | Meurtre en 1985 d'un officier de police pour échapper à une arrestation alors qu'il était rechercher pour braquage.                                                             | Bob Holden    |
| 52  | Michael Roberts      | 3 octobre 2001     | Injection létale | Meurtre en 1994 d'une voisine en la battant avec un marteau afin de s'acheter de la drogue.                                                                                     | Bob Holden    |
| 53  | Stephen Johns        | 24 octobre 2001    | Injection létale | Meurtre en 1982 du caissier d'une station service âgé de dix-sept ans lors du braquage de celle-ci.                                                                             | Bob Holden    |
| 54  | James Johnson        | 9 janvier 2002     | Injection létale | Meurtre en 1991 de quatre personnes dont trois officiers de police qui intervenait à son domicile pour violences conjugales.                                                    | Bob Holden    |
| 55  | Michael Owsley       | 6 février 2002     | Injection létale | Meurtre en 1993 d'un jeune homme de dix-huit ans à l'aide d'un fusil à pompe lors d'un règlement de comptes sur fond de trafic de drogues.                                      | Bob Holden    |
| 56  | Jeffrey Tokar        | 6 mars 2002        | Injection létale | Meurtre en 1992 d'un homme devant ses enfants lors du cambriolage de leur maison.                                                                                               | Bob Holden    |
| 57  | Paul Kreutzer        | 10 avril 2002      | Injection létale | Meurtre en 1992 d'une femme en l'étranglant avec une ceinture après l'avoir violée.                                                                                             | Bob Holden    |
| 58  | Daniel Basile        | 14 août 2002       | Injection létale | Meurtre en 1992 d'une jeune femme de huit ans sur demande de son mari afin que ce dernier percoive son assurance vie.                                                           | Bob Holden    |
| 59  | William Jones        | 20 novembre 2002   | Injection létale | Meurtre en 1986 d'un de ses amis en lui tirant dessus en raison de ses avances sexuelles répétées.                                                                              | Bob Holden    |
| 60  | Kenneth Kenley       | 5 février 2003     | Injection létale | Meurtre en 1984 d'un homme de vingt-sept ans en lui tirant dessus dans un bar afin d'effrayer les gérants et ainsi dérober la caisse.                                           | Bob Holden    |
| 61  | John Smith           | 29 octobre 2003    | Injection létale | Meurtre en 1997 de son ex-petite amie ainsi que du père de celle-ci afin de venger.                                                                                             | Bob Holden    |
| 62  | Stanley Hall         | 16 mars 2005       | Injection létale | Meurtre en 1994 d'une femme en la jetant d'un pont dans une rivière glacée afin de lui voler sa voiture.                                                                        | Matt Blunt    |
| 63  | Donald Jones         | 27 avril 2005      | Injection létale | Meurtre en 1993 de sa grand-mère en la poignardant afin de lui voler de l'argent et de s'acheter du crack.                                                                      | Matt Blunt    |
| 64  | Vernon Brown         | 17 mai 2005        | Injection létale | Meurtre entre 1980 et 1986 de cinq femmes après les avoirs kidnappée et violées.                                                                                                | Matt Blunt    |
| 65  | Timothy Johnston     | 31 août 2005       | Injection létale | Meurtre en 1989 de sa femme en la battant à mort. | Matt Blunt    |
| 66  | Marlin Gray          | 26 octobre 2005    | Injection létale | Meurtre en 1991 de deux sœurs âgées de dix-neuf et vingt ans en les poussant d'un pont après les avoirs violées.                                                                | Matt Blunt    |
| 67  | Dennis Skilicorn     | 20 mai 2009        | Injection létale | Meurtre entre 1979 et 1994 de six personnes dans une série de crimes et délits à travers les Etats-Unis.                                                                        | Jay Nixon     |
| 68  | Martin Link          | 9 février 2011     | Injection létale | Meurtre en 1991 d'une fillette de onze ans en l'étranglant après l'avoir violée.                                                                                                | Jay Nixon     |
| 69  | Joseph Franklin      | 20 novembre 2013   | Injection létale | Meurtre entre 1977 et 1980 de quinze personnes en raison de leur races ou appartenances religieuses à travers les Etats-Unis.                                                   | Jay Nixon     |
| 70  | Allen Nicklasson     | 11 décembre 2013   | Injection létale | Meurtre en 1994 de trois personnes qui s'étaient arrêtées pour l'aider à la suite d'une panne de voiture en leur tirant dessus afin de leur voler de l'argent.                  | Jay Nixon     |
| 71  | Herbert Smulls       | 29 janvier 2014    | Injection létale | Meurtre en 1991 du propriétaire d'une bijouterie en lui tirant dessus lors du braquage de celle-ci.                                                                             | Jay Nixon     |
| 72  | Michael Taylor       | 26 février 2014    | Injection létale | Meurtre en 1999 d'un co-détenu alors qu'il purgeait une peine de perpétuité pour le meurtre précédé de viol d'une adolescente de quinze ans.                                    | Jay Nixon     |
| 73  | Jeffrey Ferguson     | 26 mars 2014       | Injection létale | Meurtre en 1989 d'une adolescente de dix-sept ans en l'étranglant après l'avoir kidnappée dans une station service puis violée.                                                 | Jay Nixon     |
| 74  | William Rousan       | 23 avril 2014      | Injection létale | Meurtre en 1993 d'un couple de fermiers en leur tirant dessus afin de leur voler leur bétail.                                                                                   | Jay Nixon     |
| 75  | John Winfield        | 18 juin 2014       | Injection létale | Meurtre en 1996 de deux amies de son ex-compagne par jalousie. | Jay Nixon     |
| 76  | John Middleton       | 16 juillet 2014    | Injection létale | Meurtre en 1995 de trois personnes en les abattant avec un fusil semi-automatique sur fond de trafic de méthamphétamine.                                                        | Jay Nixon     |
| 77  | Michael Worthington  | 6 août 2014        | Injection létale | Meurtre en 1995 de sa voisine de vingt-quatre ans en en l'étranglant après l'avoir violée dans son sommeil.                                                                     | Jay Nixon     |
| 78  | Earl Ringo           | 10 septembre 2014  | Injection létale | Meurtre en 1998 de deux personnes dans le braquage d'un restaurant. | Jay Nixon     |
| 79  | Leon Taylor          | 19 novembre 2014   | Injection létale | Meurtre en 1994 du gérant d'une station service lors du braquage à main armée de celle-ci.                                                                                      | Jay Nixon     |
| 80  | Paul Goodwin         | 10 décembre 2014   | Injection létale | Meurtre en 1998 de son voisin en le frappant à mort avec un marteau à la suite d'une dispute.                                                                                   | Jay Nixon     |
| 81  | Walter Storey        | 11 février 2015    | Injection létale | Meurtre en 1990 de voisine en la poignardant avec un couteau afin de lui voler ses clef de voiture.                                                                             | Jay Nixon     |
| 82  | Cecil Clayton        | 17 mars 2015       | Injection létale | Meurtre en 1996 d'un officier de police afin d'échapper à une arrestation à la suite d'une dispute dans un supermarché avec sa femme alors en instance de divorce.              | Jay Nixon     |
| 83  | Andre Cole           | 14 avril 2015      | Injection létale | Meurtre en 1998 du nouveau compagnon de son ex-femme en le poignardant. | Jay Nixon     |
| 84  | Richard Strong       | 9 juin 2015        | Injection létale | Meurtre en 2000 de sa petite-amie et de sa fille de deux ans en les poignardant.                                                                                                | Jay Nixon     |
| 85  | David Zink           | 14 juillet 2015    | Injection létale | Meurtre en 2001 d'un jeune femme après l'avoir kidnappée et violée. | Jay Nixon     |
| 86  | Roderick Nunley      | 1er septembre 2015 | Injection létale | Meurtre en 1989 d'une adolescente de quinze ans après l'avoir kidnappée et violée.                                                                                              | Jay Nixon     |
| 87  | Earl Forrest         | 11 mai 2016        | Injection létale | Meurtre en 2002 de deux personnes afin de leur voler de la méthamphétamine et de l'argent puis d'un officier de police qui tentait de l'arrêter.                                | Jay Nixon     |
| 88  | Mark Christeson      | 31 janvier 2017    | Injection létale | Meurtre en 1998 d'une femme en la noyant ainsi que ses deux enfants de douze et neuf ans.                                                                                       | Jay Nixon     |
| 89  | Russell Bucklew      | 2 octobre 2019     | Injection létale | Meurtre en 1996 du nouveau compagnon de son ex-petite amie en lui tirant dessus.                                                                                                | Mike Parson   |
| 90  | Walter Barton        | 19 mai 2020        | Injection létale | Meurtre en 1991 d'une octogénaire en la poignardant dans un complexe de mobil-homes                                                                                             | Mike Parson   |
| 91  | Ernest Johnson       | 5 octobre 2021     | Injection létale | Meurtre en 1994 de trois employés d'une station service lors du braquage de celle-ci.                                                                                           | Mike Parson   |
| 92  | Carman Deck          | 3 mai 2022         | Injection létale | Meurtre en 1996 d'un couple de retraités lors du cambriolage de leur maison. | Mike Parson   |
| 93  | Kevin Johnson        | 29 novembre 2022   | Injection létale | Meurtre en 2005 d'un officier de policier en lui tirant dessus. | Mike Parson   |
| 94  | Scott McLaughin      | 3 janvier 2023     | Injection létale | Meurtre en 2003 de son ex compagne après l'avoir violée. | Mike Parson   |
| 95  | Leonard Taylor       | 7 février 2023     | Injection létale | Meurtre en 2004 de sa compagne et de ses trois enfants âgés de 5, 6 et 10 ans.                                                                                                  | Mike Parson   |
| 96  | Michael Tisius       | 6 juin 2023        | Injection létale | Meurtre en 2000 de deux gardiens de prison en essayant de faire évader un ami.                                                                                                  | Mike Parson   |
| 97  | Johnny Johnson       | 1er août 2023      | Injection létale | Meurtre en 2002 d'une fillette de 6 ans après avoir essayé de la violer. | Mike Parson   |
| 98  | Brian Dorsey         | 9 avril 2024       | Injection létale | Meurtre en 2006 de sa cousine et de son mari chez qui il logeait. | Mike Parson   |
| 99  | David Hosier         | 11 juin 2024       | Injection létale | Meurtre en 2009 de son ex-petite amie et du nouveau mari de celle-ci lors d'une crise de jalousie.                                                                              | Mike Parson   |
| 100 | Marcellus Williams   | 24 septembre 2024  | Injection létale | Meurtre en 1998 d'une femme lors d'un cambriolage. | Mike Parson   |
| 101 | Christopher Collings | 3 décembre 2024    | Injection létale | Meurtre en 2007 d'une fille de 9 après l'avoir violée. | Mike Parson   |

En septembre 2024 le couloir de la mort du Missouri compte 12 condamnés à morts. Depuis 1975 huit condamnés ont été graciés dans le Missouri.

### Sources
- La peine de mort dans le Missouri